# Dobriša vas
Dobriša vas este o localitate din comuna Žalec, Slovenia, cu o populație de 421 de locuitori.